# Božidar Đelić
Bożidar Đelić, cyr. Божидар Ђелић (ur. 1 kwietnia 1965 w Belgradzie) – serbski ekonomista i polityk, były wicepremier, minister finansów i minister nauki.

## Życiorys
Božidar Đelić ukończył Szkołę Wyższych Nauk Handlowych w Paryżu (HEC Paris) oraz Instytut Nauk Politycznych w Paryżu (1987). W 1991 zdobył magisterium z ekonomii i administracji w Harvard Business School w Stanach Zjednoczonych. Po studiach pracował w renomowanych agencjach doradztwa ekonomicznego. Na początku lat 90. doradzał rządom kilku państw (Polski, Rosji i Rumunii) w sprawach prywatyzacji. Od 1993 do 2000 był wspólnikiem w firmie McKinsey&Company w Paryżu i Kalifornii.
Od stycznia 2001 do marca 2003 sprawował funkcję ministra finansów w rządzie Zorana Đinđicia, następnie (po zamordowaniu premiera) do marca 2004 w gabinecie Zorana Živkovicia. W 2004 uzyskał na Światowym Forum Ekonomicznym w Davos nominację do nagrody Global Young Leader w uznaniu za swoje osiągnięcia. W latach 2005–2007 był dyrektorem ds. Europy Środkowej w grupie bankowej Crédit Agricole. W maju 2007 został wicepremierem ds. integracji europejskiej w drugim rządzie Vojislava Koštunicy. W imieniu Serbii 29 kwietnia 2008 podpisał porozumienie o stabilizacji i stowarzyszeniu Serbii z UE.
W wyniku przedterminowych wyborów parlamentarnych w 2008 rząd Vojislava Koštunicy podał się do dymisji. W lipcu 2008 w nowym rządzie Mirka Cvetkovicia Božidar Đelić objął funkcję wicepremiera ds. integracji europejskiej oraz ministra nauki i rozwoju technologicznego. Ze stanowiska ministra odszedł w marcu 2011, a z urzędu wicepremiera w grudniu tego samego roku.
Božidar Đelić był wieloletnim działaczem i członkiem władz Partii Demokratycznej. Trzykrotnie (2007, 2008, 2012) uzyskiwał mandat posła do Skupsztiny. W 2014 został dyrektorem zarządzającym banku inwestycyjnego Lazard, rezygnując ze wszystkich funkcji politycznych.